# Monein
Monein è un comune francese di 4 635 abitanti situato nel dipartimento dei Pirenei Atlantici nella regione della Nuova Aquitania. Appartiene, inoltre, alla regione storica del Béarn.

## Società

### Evoluzione demografica
Abitanti censiti